# Centullus I van Béarn
Centullus I van Béarn was eind 9e eeuw burggraaf van Béarn. Hij behoorde tot het huis Béarn.

## Levensloop
Centullus I was de zoon van burggraaf Centullus Lupus van Béarn en Auria, wier afkomst onbekend gebleven is. Na de dood van zijn vader werd hij in de tweede helft van de 9e eeuw burggraaf van Béarn.
De naam en afkomst van zijn echtgenote zijn niet overgeleverd. Ze hadden een zoon, maar ook diens naam is onbekend gebleven. Nadat Centullus I overleed, vermoedelijk eind 9e eeuw, werd hij opgevolgd door zijn kleinzoon Centullus II, die rond 940 overleed.